# 伊丽莎白·阿扎
伊丽莎白·瓦西里芙娜·阿扎（烏克蘭語：Єлизавета Василівна Азза，2005年2月12日—），乌克兰艺术体操运动员，2023年欧洲艺术体操锦标赛团体银牌得主、2023年世界艺术体操锦标赛3人带操+2人球操铜牌得主。